# Pinto (pel·lícula)
Pinto és una pel·lícula muda de la Goldwyn Pictures escrita i dirigida per Victor Schertzinger i protagonitzada per Mabel Normand. La pel·lícula, una comèdia ambientada a l’oest americà, es va estrenar l'1 de febrer de 1920. Es considera una pel·lícula perduda.

## Argument
Pinto és una noia que ha estat adoptada per cinc ranxers d'Arizona. El dia que fa 18 anys decideixen que la vida del ranxo no és adequada per a una futura dama. El seu vell amic Pop Audry, un antic ranxer d'Arizona que ara és membre de l’alta societat novaiorquesa, accepta proporcionar a Pinto l'educació necessària.
Per això, Pinto i la seva mainadera vaquera Looey són enviats a Nova York però pel camí perden la direcció d'Audry. Bob De Witt, un jove veí, les ajuda a localitzar la mansió. L'esposa d’Audry s’oposa a la presència de la vaquera i marax de casa. Aviat Pinto descobreix que la dona manté una aventura amb un altre home i ho explica a Pop Audry durant un exhibició del Salvatge Oest que Pinto ha organitzat per als amics de Pop. Pop decideix cedir la casa a la seva dona i torna a Arizona amb Pinto, que, encara vaquera, torna acompanyada de Bob De Witt.

## Repartiment
- Mabel Normand (Pinto)
- Cullen Landis (Bob DeWitt)
- Edward Jobson (Looey)
- Edythe Chapman (Mrs. Audry)
- George Nichols (Pop Audrey)
- William Elmer (Lousy)
- Hallam Cooley (Armand Cassel)
- Andrew Arbuckle (guardià)
- Richard Cummings (guardià)
- George Kunkel (guardià)
- John Burton (guardià)
- Joseph Hazelton (guardià)
- Manuel R. Ojeda (mexicà)
- T.D. Crittenden (guardià)